# Picea breweriana

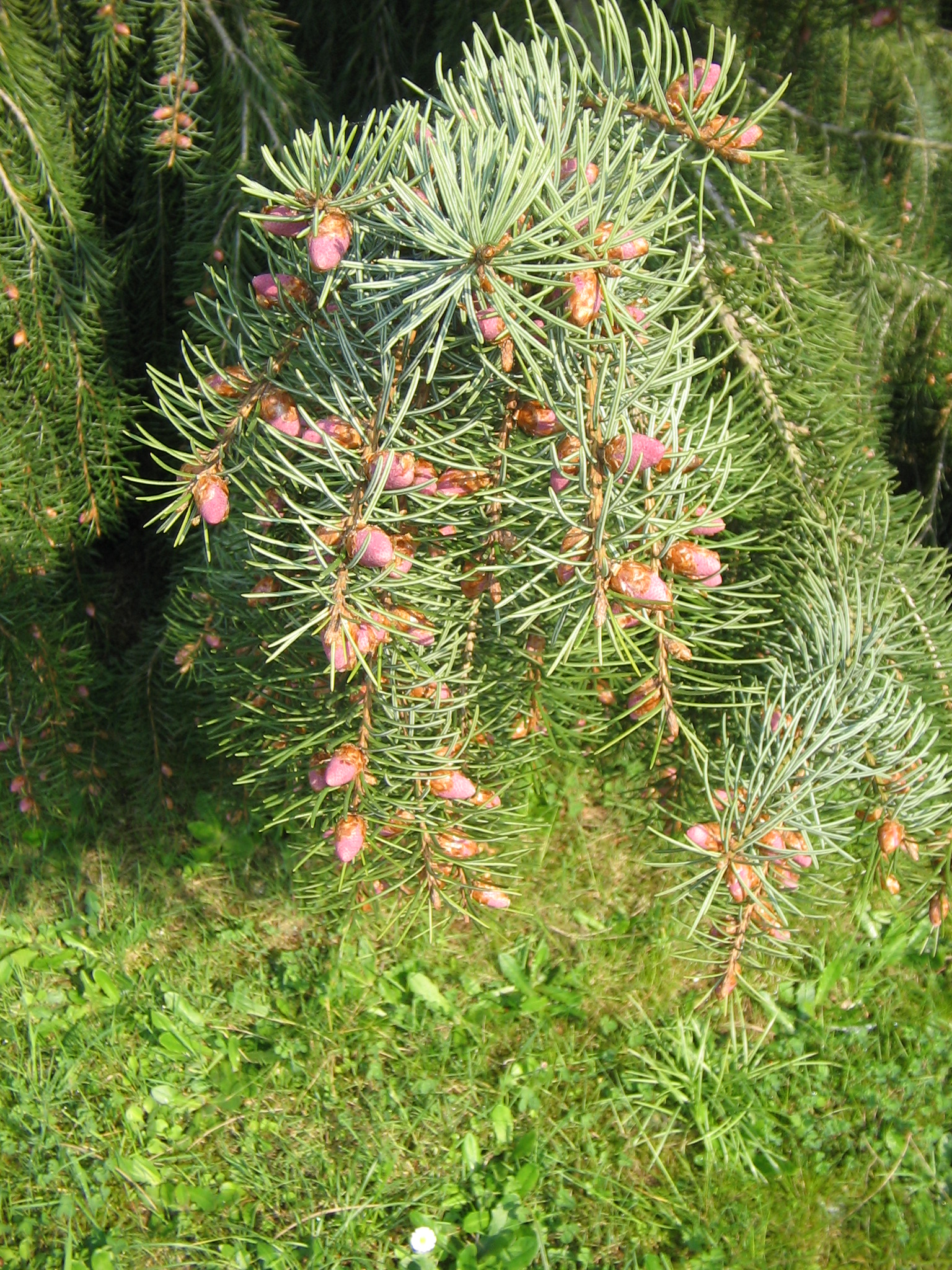
Floraison
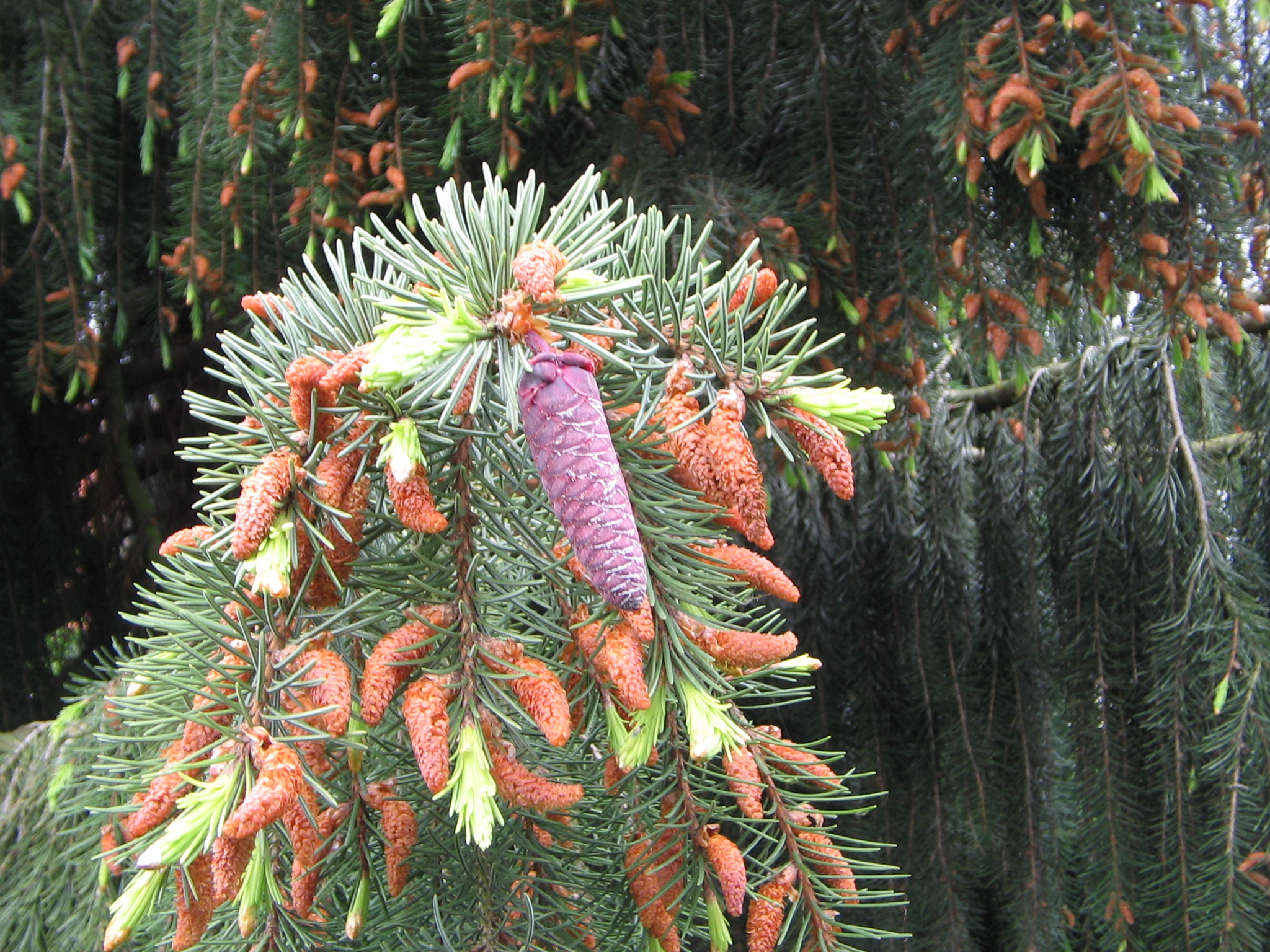
Cône immature
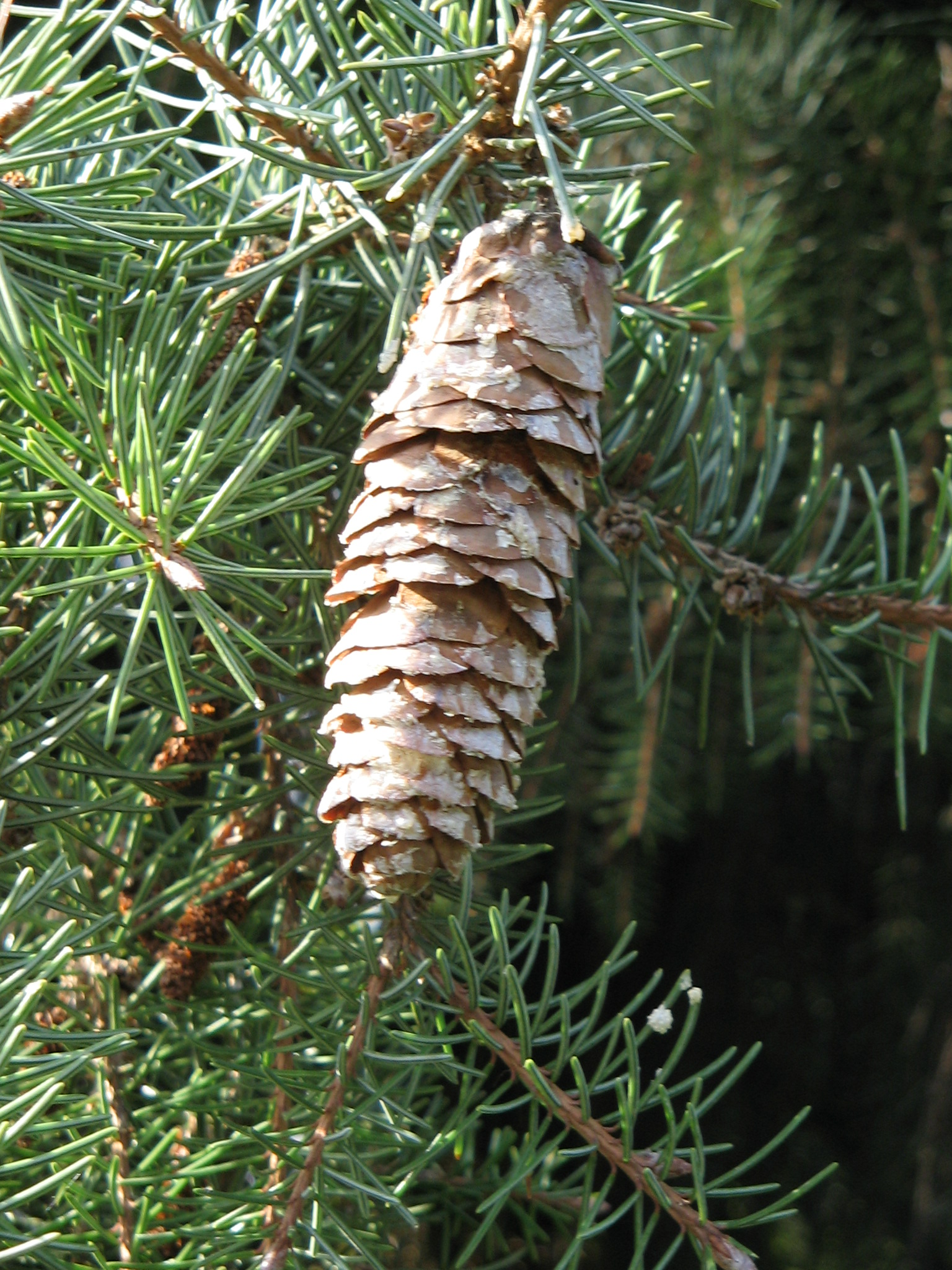
Cône mature

Genre
Espèce
Statut de conservation UICN

 VU A3c+4ac; B1ab(ii,iii,iv,v)+2ab(ii,iii,iv,v) : Vulnérable
Classification phylogénétique
Répartition géographique

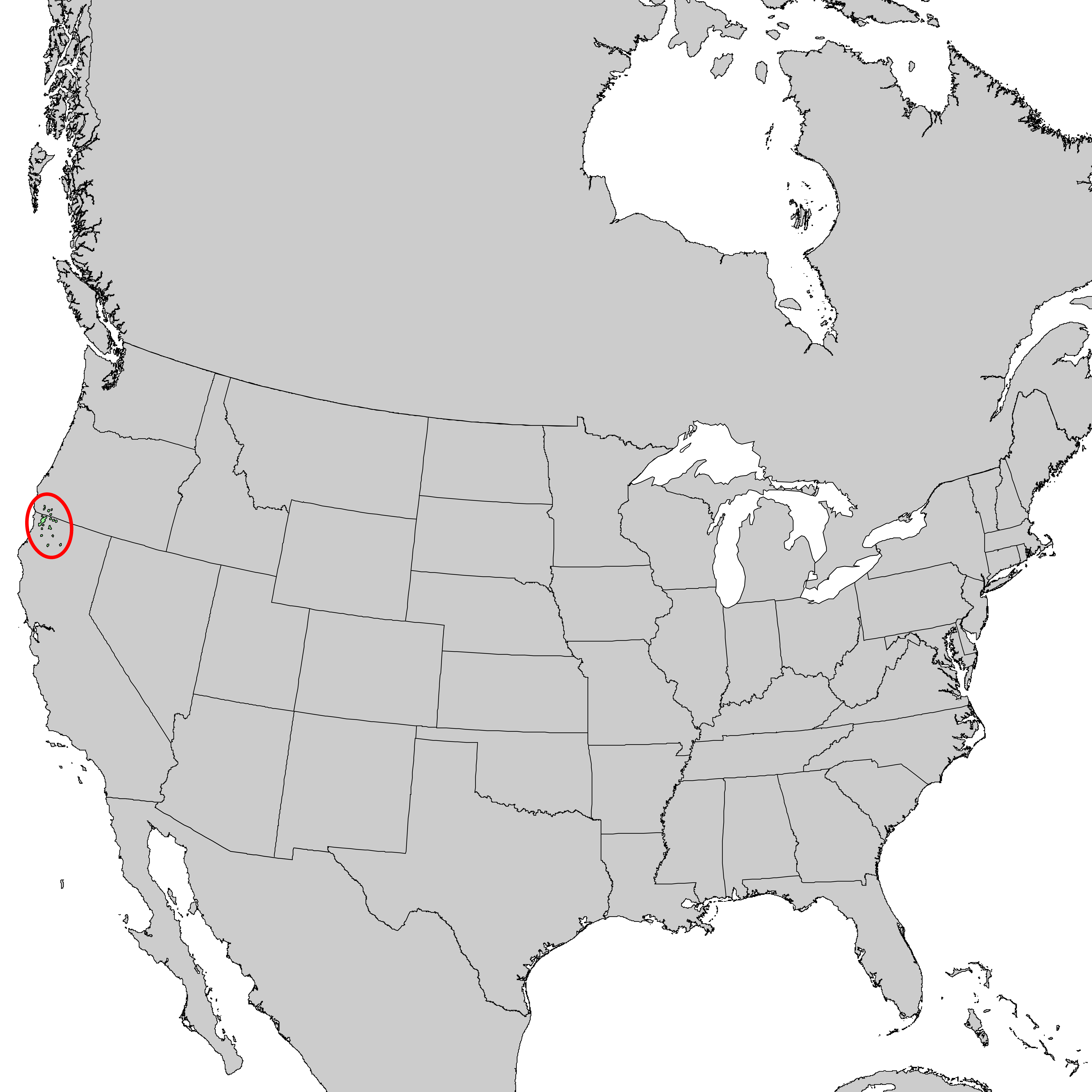
Aire de distribution de l'espèce

L’épicéa de Brewer, Picea breweriana, est un épicéa originaire de l’ouest des États-Unis. C’est une des espèces américaines les plus rares, qui est placée sur la liste rouge de l'UICN. Cet épicéa est endémique des Klamath Mountains du sud-ouest de l’Oregon et du nord-ouest de la Californie.
On le rencontre à moyenne altitude, entre 1000 et 2700 m d’altitude,,. L’épicéa de Brewer croît sur une grande variété de sols : sédimentaires, granitiques, serpentiniques ou métavolcaniques. On le rencontre surtout sur des sols superficiels, peu développés (de type entisol).
Il y pousse principalement sur les crêtes abondamment enneigées en hiver, bien arrosées à la fonte des neiges et sèches en été. Ces conditions minimisent la compétition avec d’autres essences à croissance rapide comme le sapin de Douglas. Son port pleureur fait qu’il est bien adapté à supporter un fort enneigement,,.

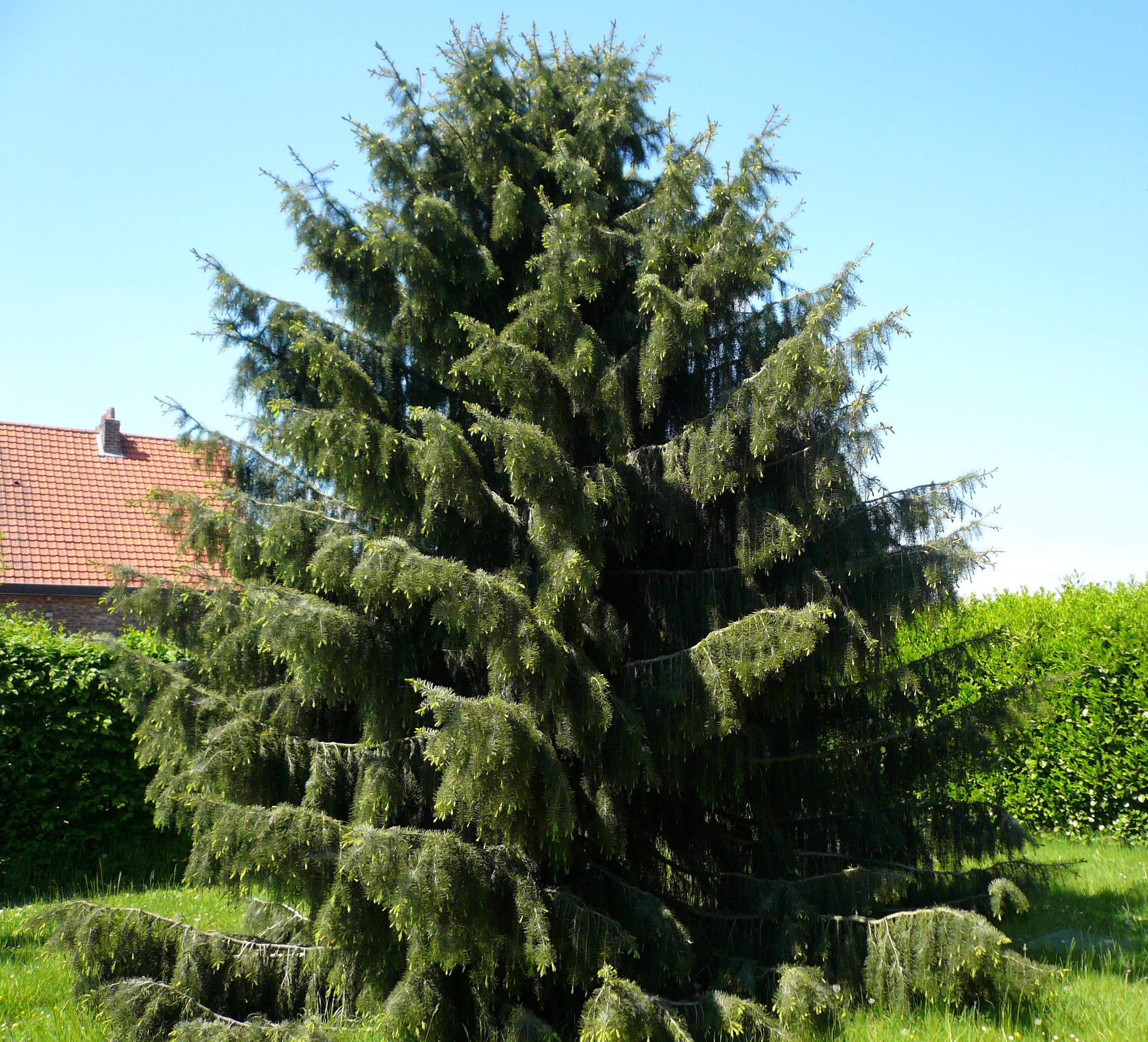
Un exemplaire âgé de 25 ans dans un jardin

Ce conifère atteint à l’âge adulte 20 à 40 m, exceptionnellement 54 m de hauteur, avec un tronc pouvant atteindre 1,5 m de diamètre. L’écorce, fine et squameuse, est gris pourpré. La frondaison très caractéristique est constituée de branches disposées en étage dont les rameaux pleureurs, qui peuvent atteindre 2 m de longueur, tombent en franges épaisses.
L’épicéa de Brewer pousse très lentement, environ 20 à 30 cm/an. Dans sa jeunesse l’arbre a une croissance en étages constituée de branches peu nombreuses avec des rameaux courts non pleureurs. Le feuillage pleureur n’apparaît que lorsque l’arbre, âgé de 10 à 20 ans, a atteint une taille de 1,5 à 2 m.
Les jeunes rameaux sont brun orangé et couverts d’une pubescence dense. Les feuilles portées sur un coussinet, à disposition radiale sont des aiguilles de 15 à 35 mm de long, légèrement comprimées, vert foncé brillant à la face supérieure, et avec deux bandes blanches de stomates à la face inférieure,.
Par son port pleureur harmonieux l’épicéa de Brewer est très apprécié dans les jardins et les parcs, particulièrement dans le nord de la Grande-Bretagne et en Scandinavie. Il dépasse rarement 15 m en culture,.

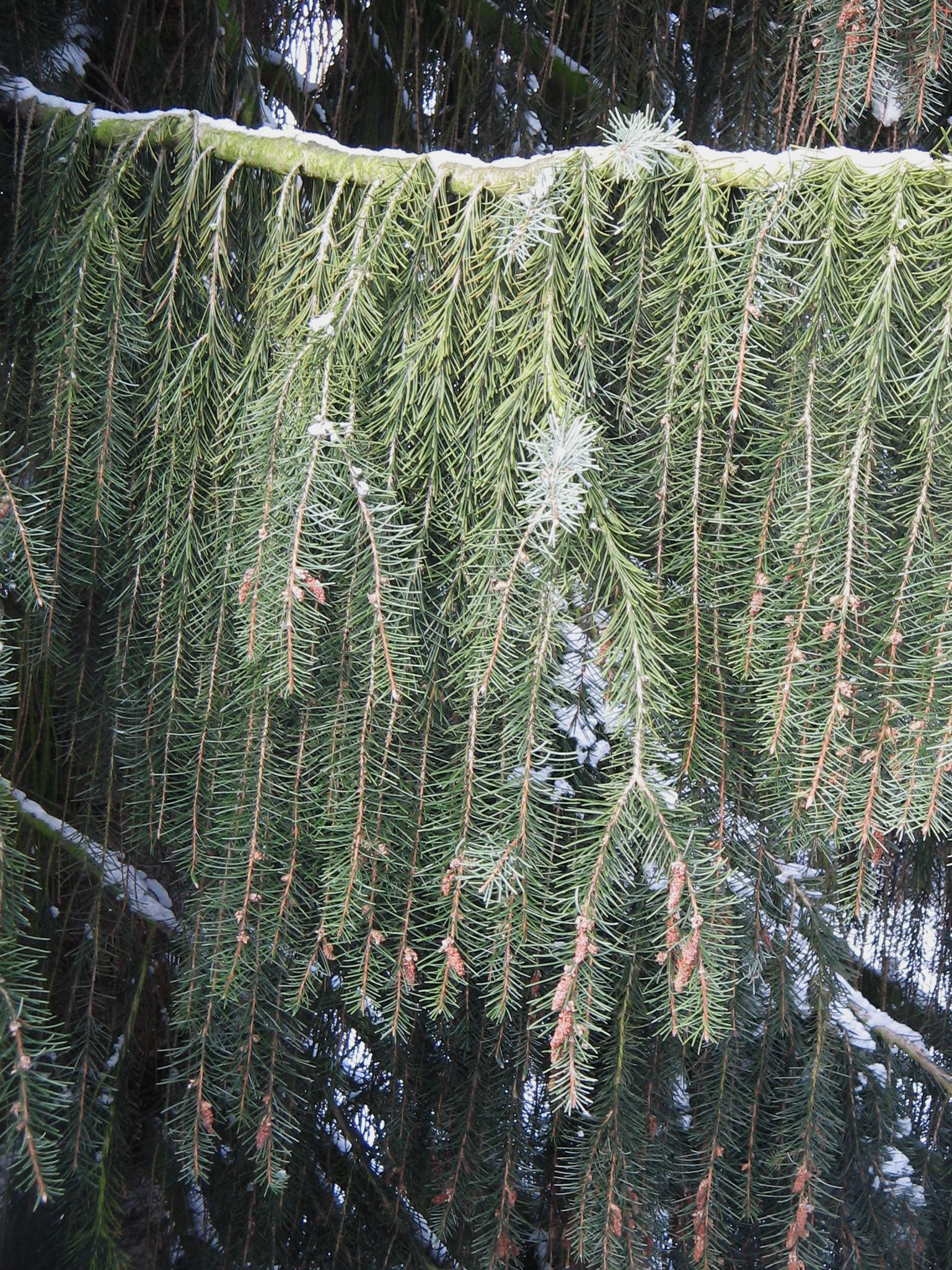
Les rameaux pleureurs
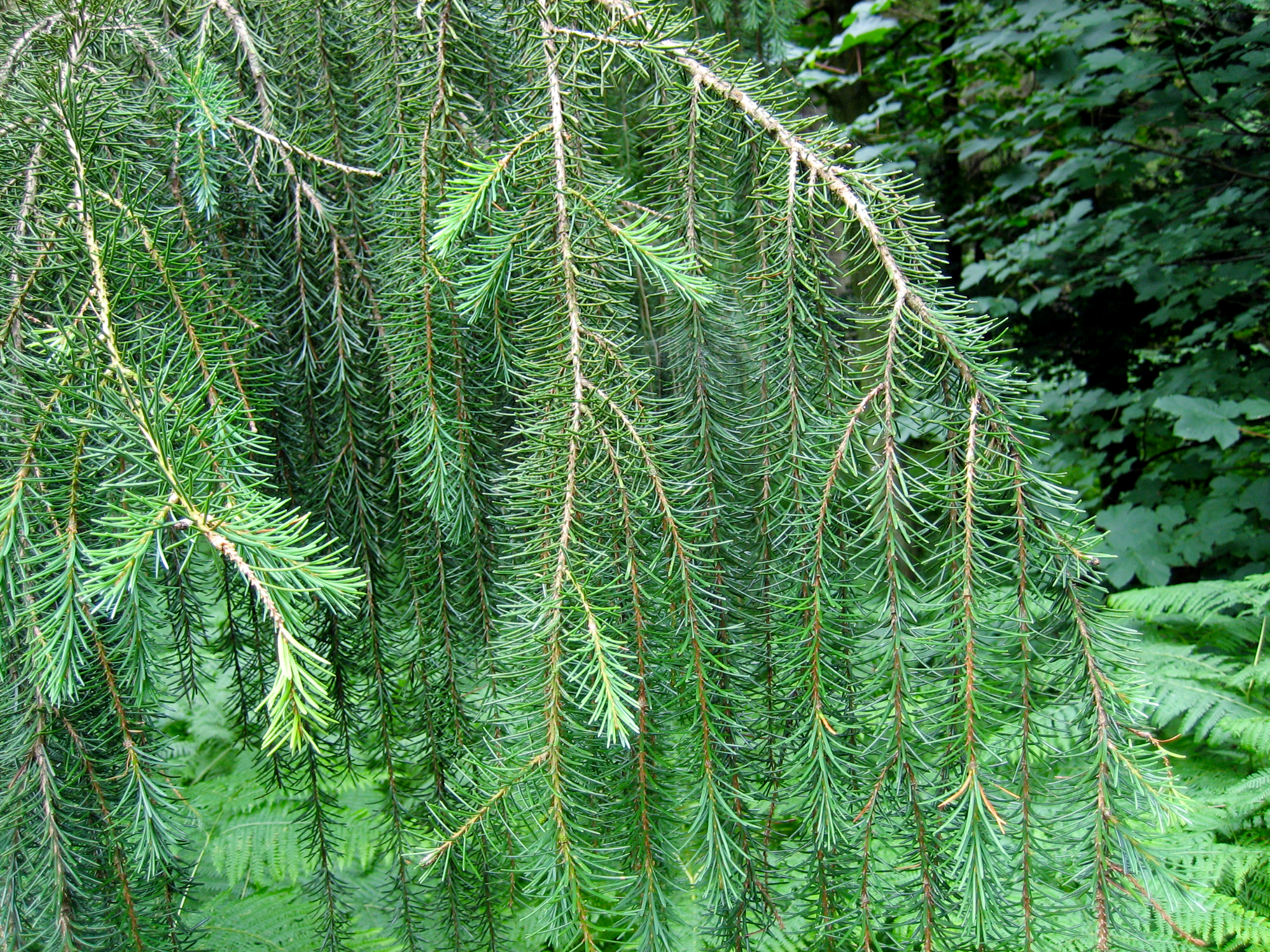
Feuillage
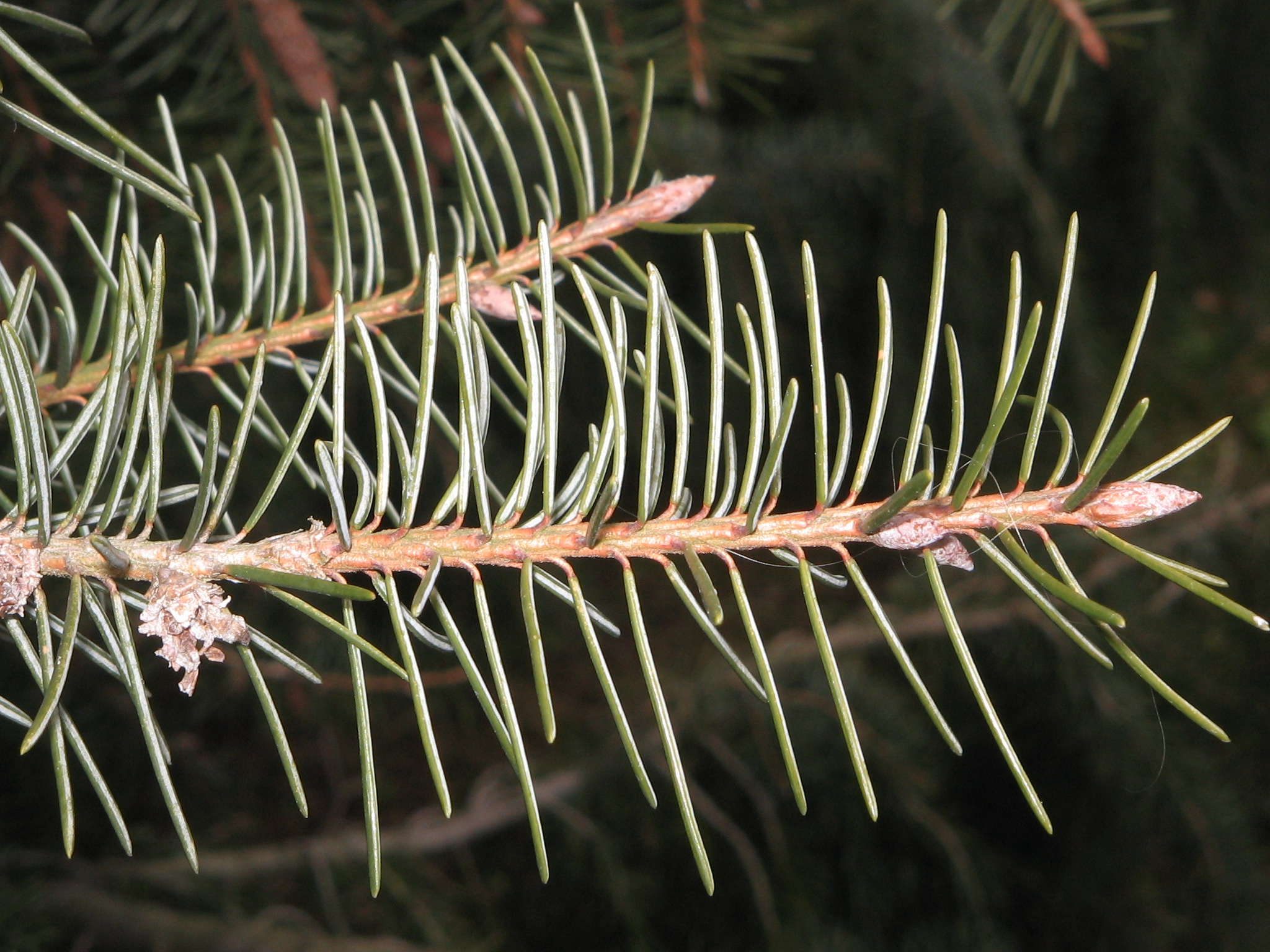
Feuillage (gros plan)

- Floraison
- Cône immature
- Cône mature